# SpaceX CRS-19
SpaceX CRS-19, також відома як SpX-19 — дев'ятнадцята місія вантажного космічного корабля Dragon до Міжнародної космічної станції, яку запущено 5 грудня 2019 року. Політ ракети-носія компанії SpaceX здійснювався в рамках контракту Commercial Resupply Services з компанією НАСА.
Це третій політ для капсули корабля, що повертається на Землю; раніше її використовували для місій SpaceX CRS-4 та SpaceX CRS-11, у вересні 2014 та у червні 2017 року, відповідно.

## Історія програми
У лютому 2016 року НАСА і компанія SpaceX підписали додаток до контракту на п'ять додаткових місії CRS (від SpaceX CRS-16 до CRS-20), в рамках якого буде здійснено запуск SpaceX CRS-19. Спочатку запуск було заплановано на грудень 2018, згодом було перенесено на 15 жовтня 2019 та на грудень 2019.

## Запуск та політ
Запуск здійснено 5 грудня 2019 року о 17:29 (UTC). Перший ступінь ракети успішно повернувся на плаваючу платформу. Після відстикування космічного корабля другий ступінь піднявся на шепрохідну орбіту, де перебував протягом шести годин для вивчення температурних характеристик, що необхідно для залучення нових клієнтів.
Стикування з МКС відбулося 8 грудня. Спочатку о 10:05 (UTC) корабель було захоплено за допомогою крана-маніпулятора Канадарм2 під управлінням членів 61-ї експедиції на МКС Люки Пармітано та Ендрю Моргана. О 12:47 (UTC) корабель було пристиковано до надирного СВ модуля Гармоні..
7 січня 2020 CRS-19 за допомогою крана Канадарм2 о 10:05 (UTC) було від'єднано від МКС. За декілька годин він вдало приземлився в Тихому океані за 271 милю від Каліфорнії.

## Корисне навантаження
Корабель доставив до МКС 2617 кг вантажу.
У герметичному відсіці знаходиться 1693 кг вантажу (з урахуванням упаковки), у тому числі:
- Продукти харчування та речі для екіпажу — 256 кг,
- Матеріали для наукових досліджень — 977 кг,
- Обладнання для виходу у відкритий космос — 65 кг,
- Обладнання і деталі станції — 306 кг,
- Комп'ютери та комплектуючі — 15 кг.

Маса обладнання в негерметичному вантажному відсіку корабля Dragon становить 924 кг:
- високочутливий спектрометр HISUI Японського космічного агентства — для розміщення на зовнішній платформі модуля «Кібо»,
- нова літій-іонна батарея на заміну тій, що було доставлено японським вантажним кораблем HTV-7 у 2018 році та пошкоджено внаслідок короткого замикання невдовзі після встановлення на станції,
- «готель для роботів» — платформа для встановлення на зовнішній поверхні МКС, де будуть зберігатись роботизовані системи в період, коли вони не використовуються космонавтами.

Серед різноманітного обладнання для проведення експериментів на станцію доставлено 40 живих мишей для проведення дослідження препаратів-блокаторів білків міостатина і активіна, які відповідають за регуляцію росту м'язової та кісткової маси. Також на станцію доставлено обладнання для вивчення поведінки полум'я в обмеженому просторі в умовах мікрогравітації; дослідження можливостей утворення солоду з насіння ячменю при мікрогравітації. Серед вантажу також декілька нансупутників для запуску зі станції.
Під час повернення на Землю корабель доставив близько 1600 кг вантажу, серед якого головним чином результати наукових експериментів.

## Галерея

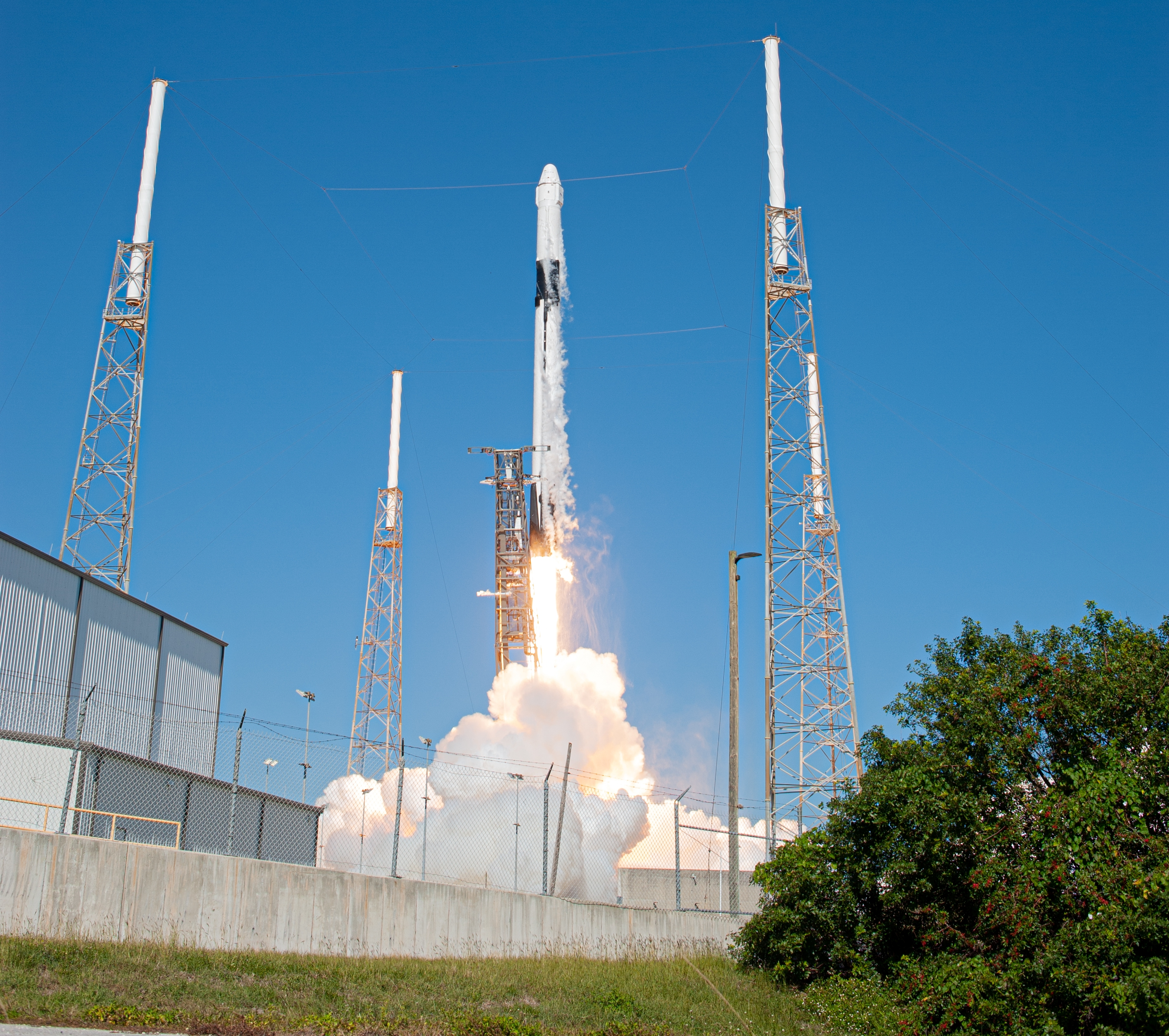
Запуск корабля
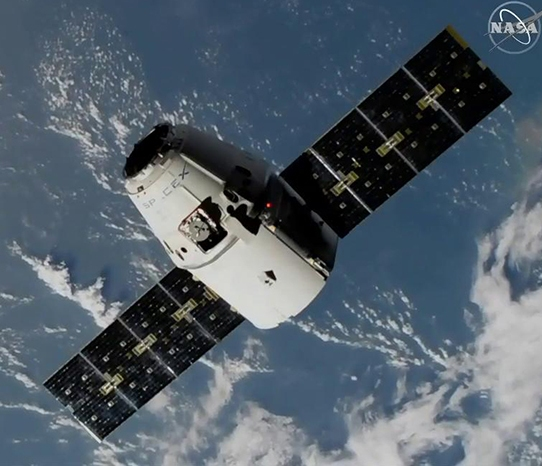
Корабель під час зближення з МКС